# Neris
El Neris (en lituà actualment Neris; històricament també Vilija; en polonès Wilia; en belarús Вілія) és un riu que discorre per Belarús i Lituània. És el principal afluent del riu Niemen.
El riu Neris neix a l'extrem nord de Belarús, transcorre per la capital lituana Vílnius i per la ciutat de Jonava, i finalment a Kaunas desemboca en el riu Niemen.
Dins el territori belarús, el riu s'eixampla amb la presa pròxima a Wilejka. Dins el territori urbà de Vílnius el riu ha estat canalitzat en part per un canal, però, a part d'això, flueix per la seva llera natural entre unes ribes ecològicament intactes. Al paratge de Kernavé s'hi poden veure les ruïnes de l'antiga capital lituana de l'alta edat mitjana, que actualment són patrimoni cultural mundial de la Unesco.
Els afluents són:
- Vilnia
- Šventoji
- Lokys
- Lietava
- Žeimena
- Vokė
- Musė
- Ašmena